# Peppes Pizza

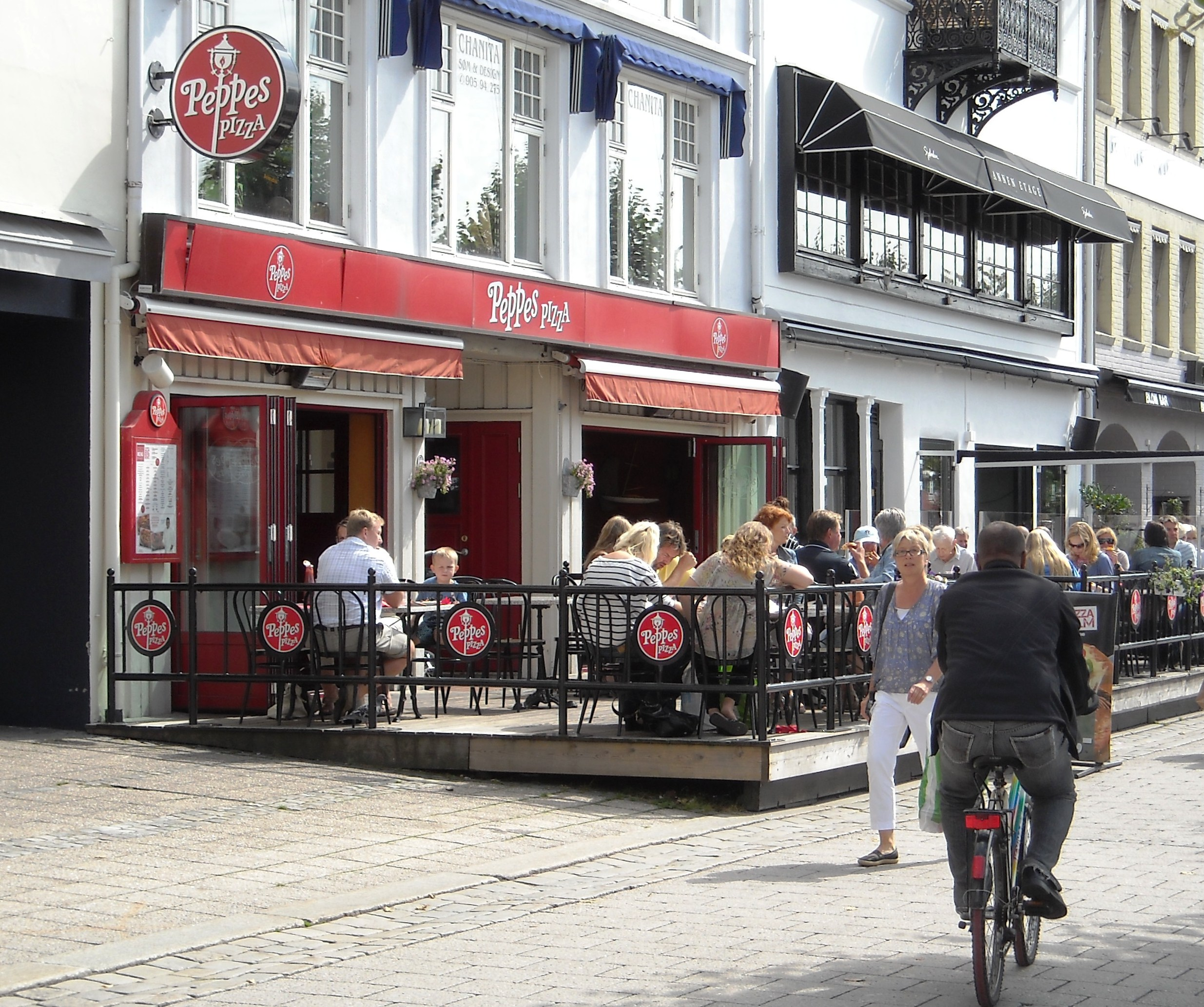
Peppes Pizza i Arendal

Peppes Pizza är en norsk pizzarestaurangkedja med 78 restauranger i Norge.

## Historia
Den första restaurangen startade 1970 av den amerikanske invandraren Louis Jordan. Den första Peppes Pizza-restaurangen utanför Norge öppnade i Köpenhamn på 1980-talet, men den stängde 1997. Det har också funnits restauranger i Göteborg. Den 20 januari 2005 etablerade man sig i Kuwait och 2006 öppnades det en restaurang i Shanghai.
Kedjan bytte 1998-99 namn från «Peppe's Pizza» till «Peppes Pizza».

## Om företaget
1993 blev företaget börsnoterat, och 1994 uppköpt av Narvesen. Peppes Pizza blev tillsammans med andra restaurangverksamheter i Narvesen sålt till Umoe 2002. Företaget ägs idag av Umoe Catering.